# Catedral de Clonfert

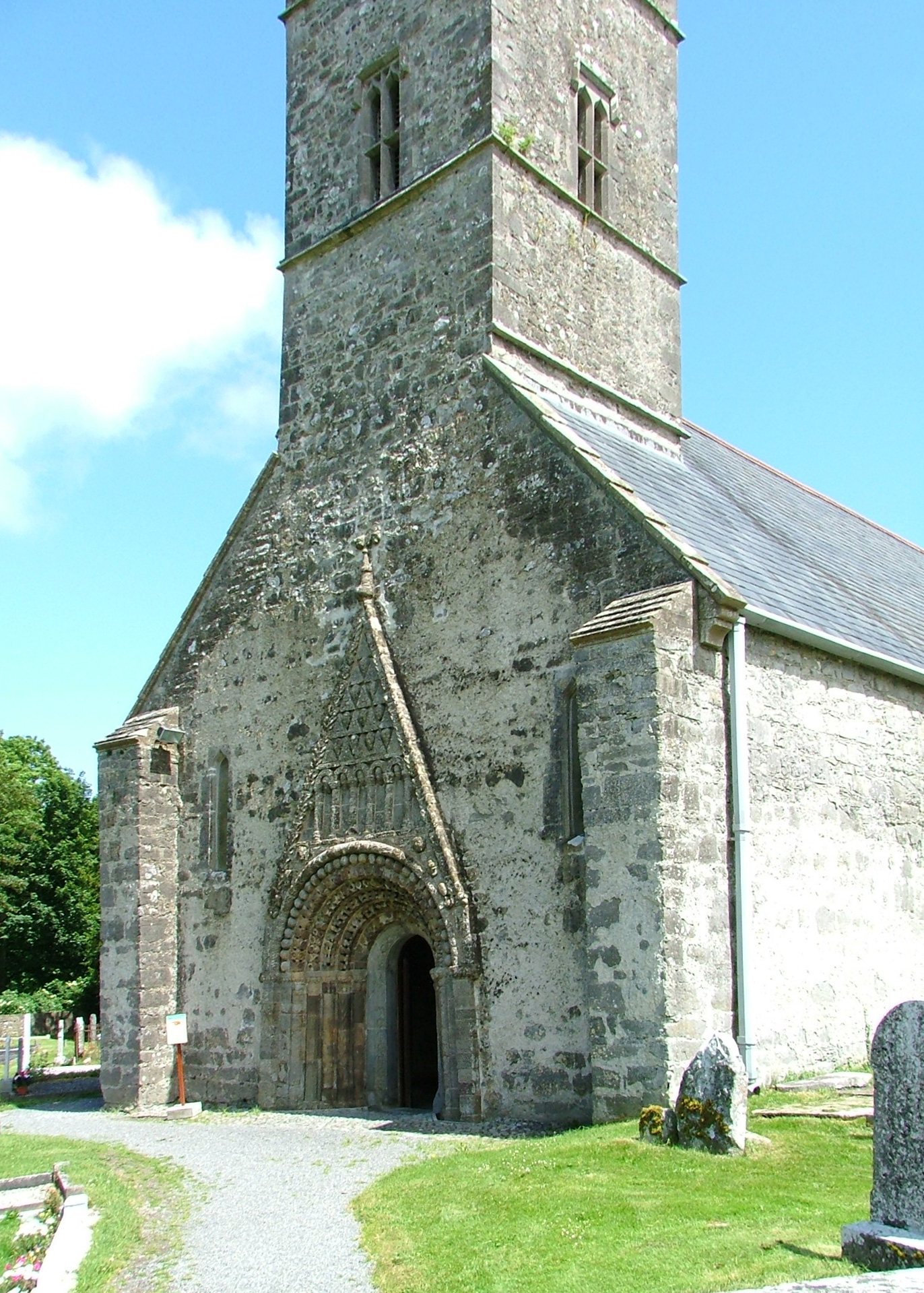
Catedral de Clonfert

La Catedral de Clonfert (en inglés Clonfert Cathedral) es una catedral románica perteneciente a la Iglesia de Irlanda, situada en Clonfert en el condado de Galway, Irlanda.

## Historia
El monasterio origina fue fundado en el mismo lugar por San Brandán en el 563 siendo el lugar en el que se cree que está enterrado. El monasterio tras su fundación se convirtió en una de las escuelas monásticas más importantes de Irlanda. Llegó a tener a 3000 hermanos viviendo en él hasta el siglo XVI. Durante el reinado de Isabel I se propuso el establecimiento de una universidad en el monasterio pero la idea se desechó instalándose definitivamente en Dublín.
La parte más antigua de la actual iglesia data de alrededor del año 1180. El pórtico de entrada es una obra cumbre de la escultura románica, el arco de medio punto contiene figuras de cabezas humanas, animales, figuras geométricas, elementos vegetales 
simbólicos. En el tímpano se muestran cabezas humanas. Las ventanas situadas en la cara este del presbiterio datan del siglo XIII y el arco del presbiterio que muestra unas figuras de ángeles y una 
sirena data del siglo XV.

## Galería

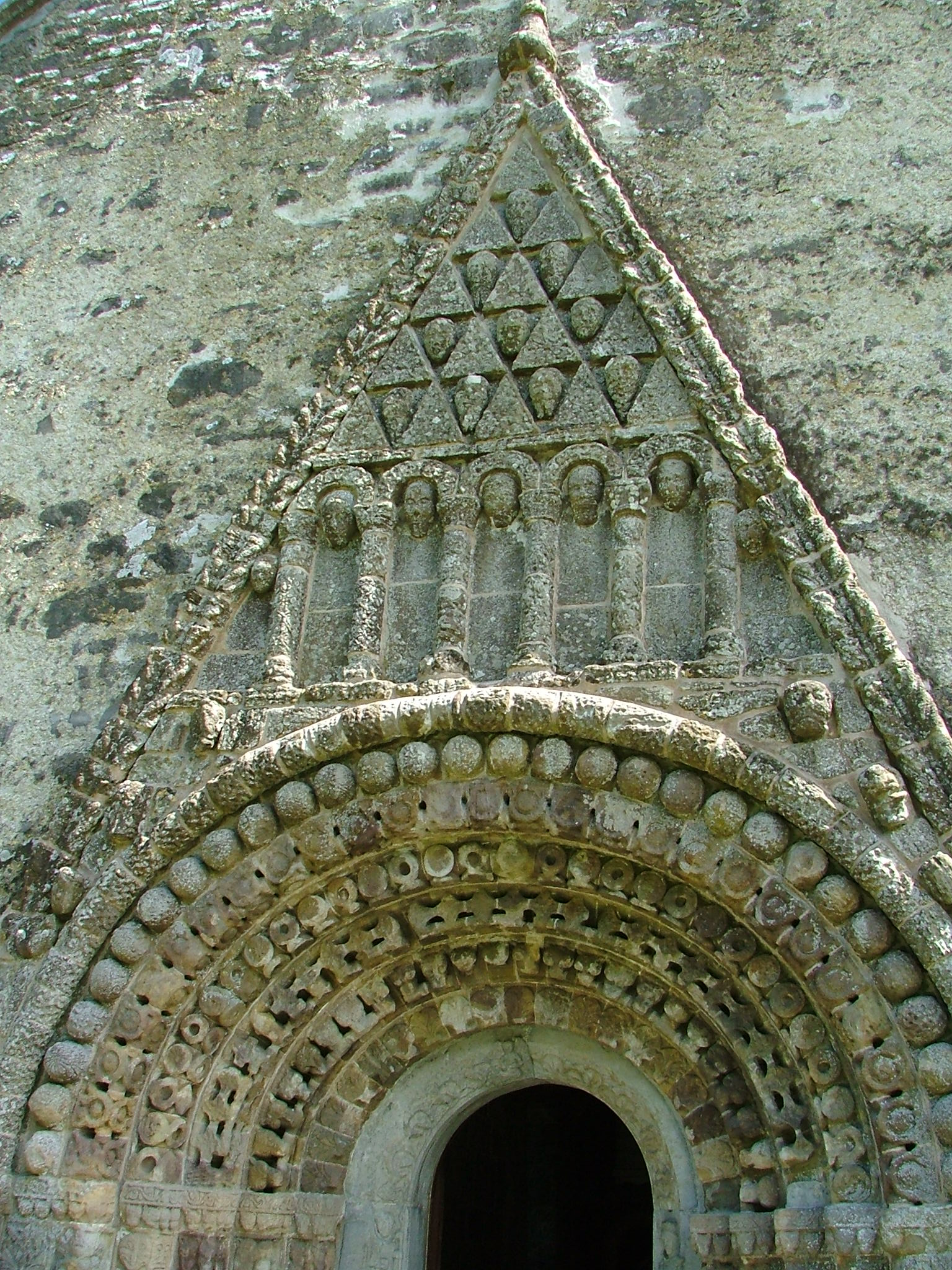
Tímpano en forma triangular de la catedral
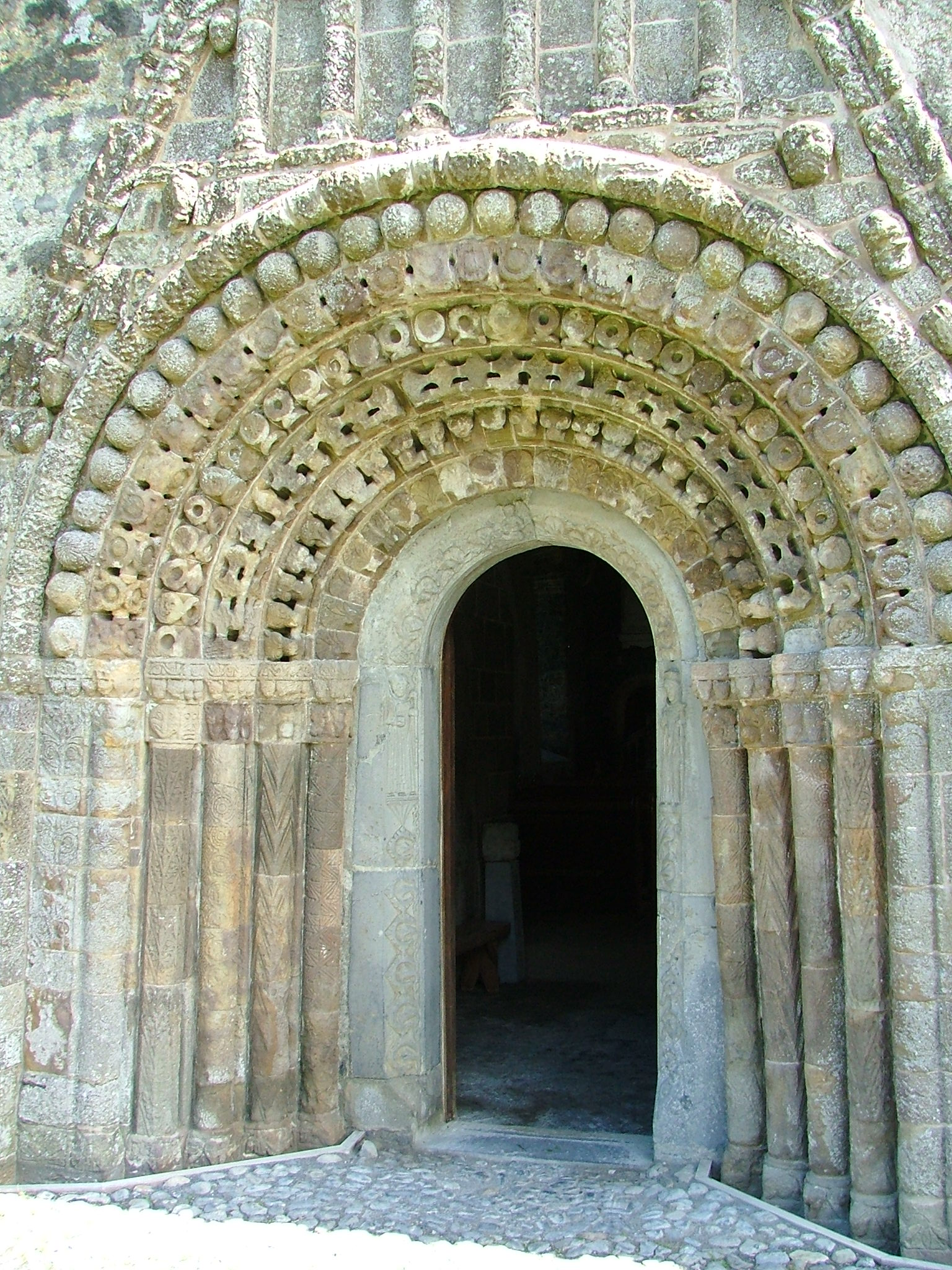
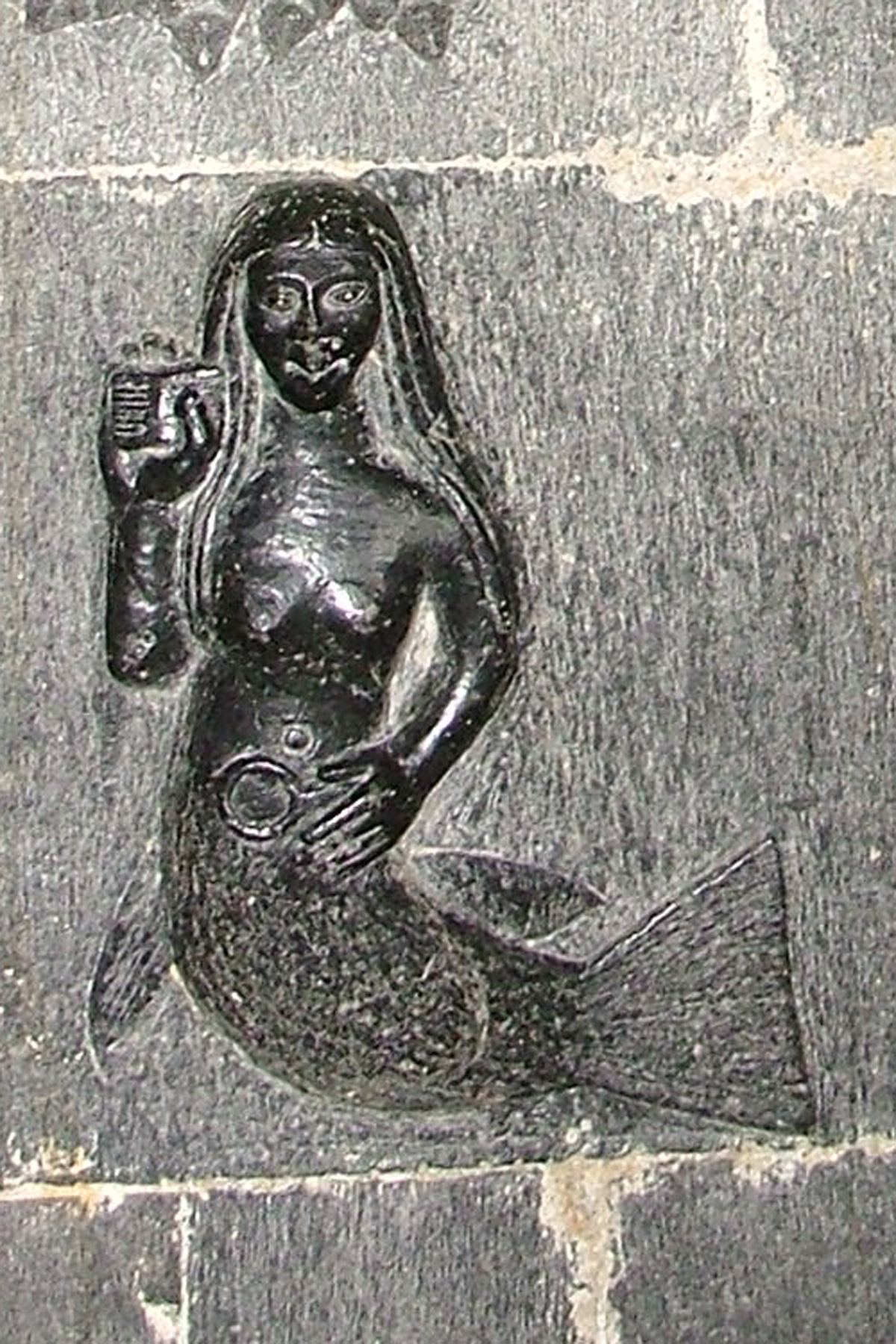
Sirena
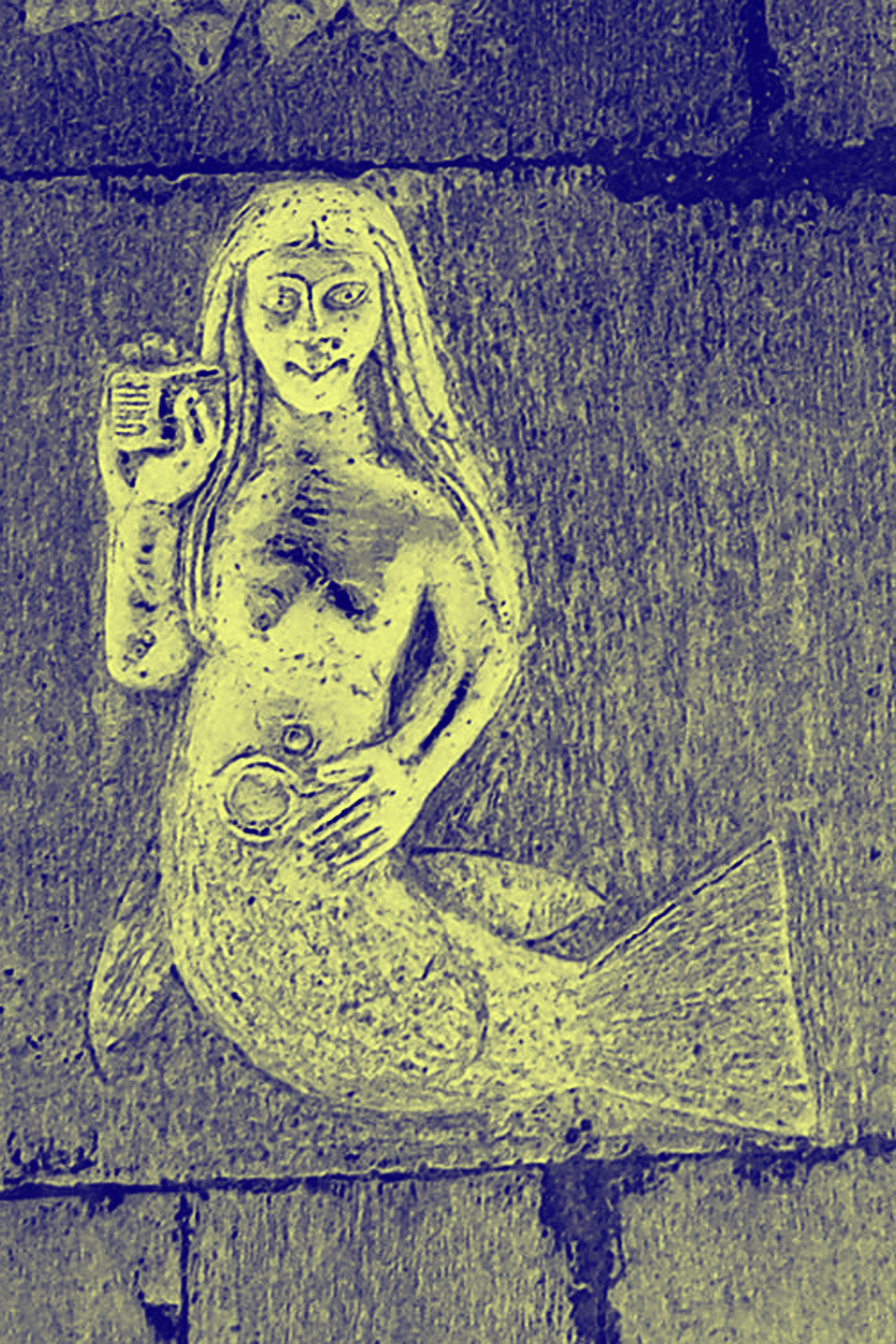
Sirena
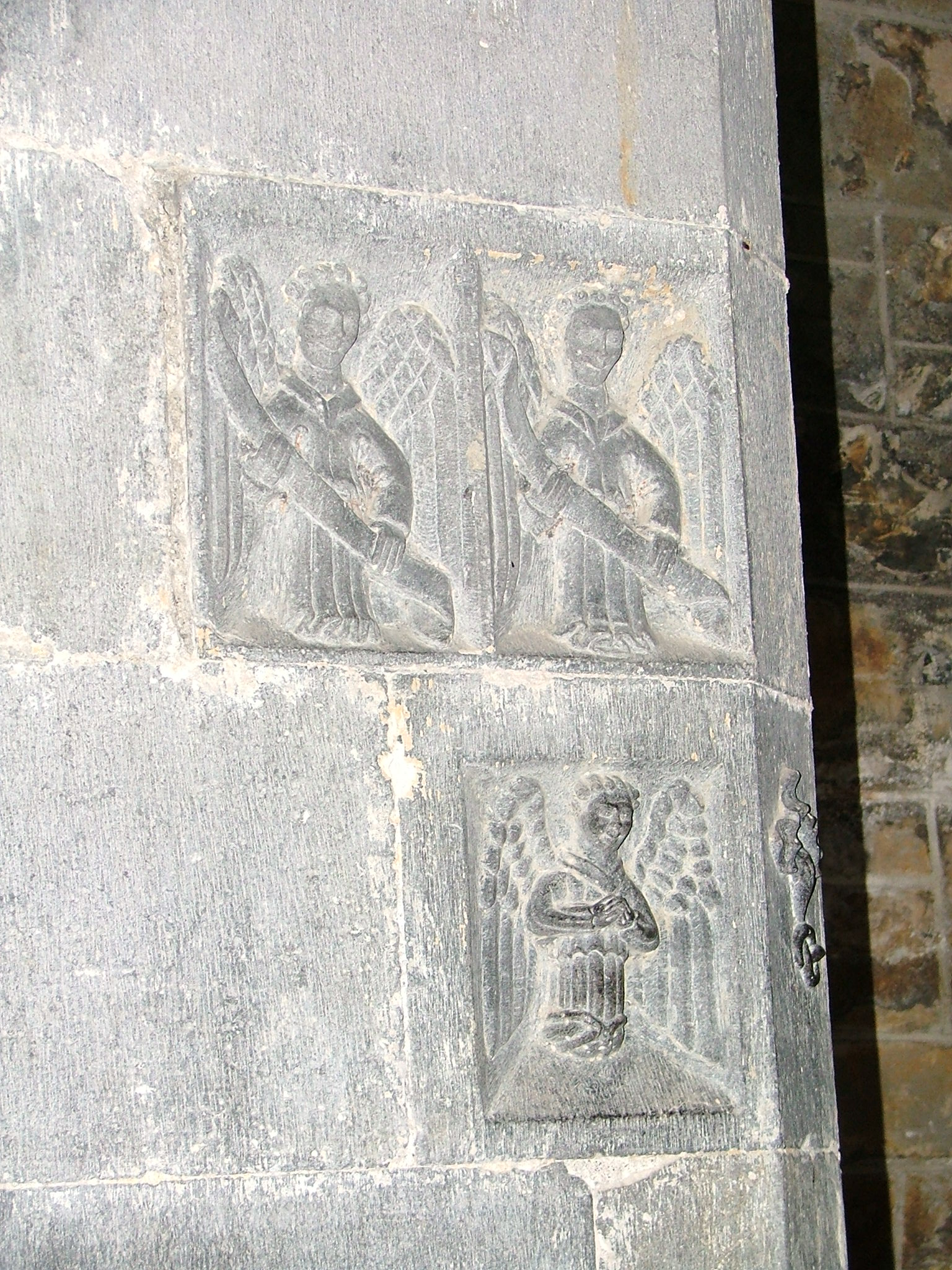
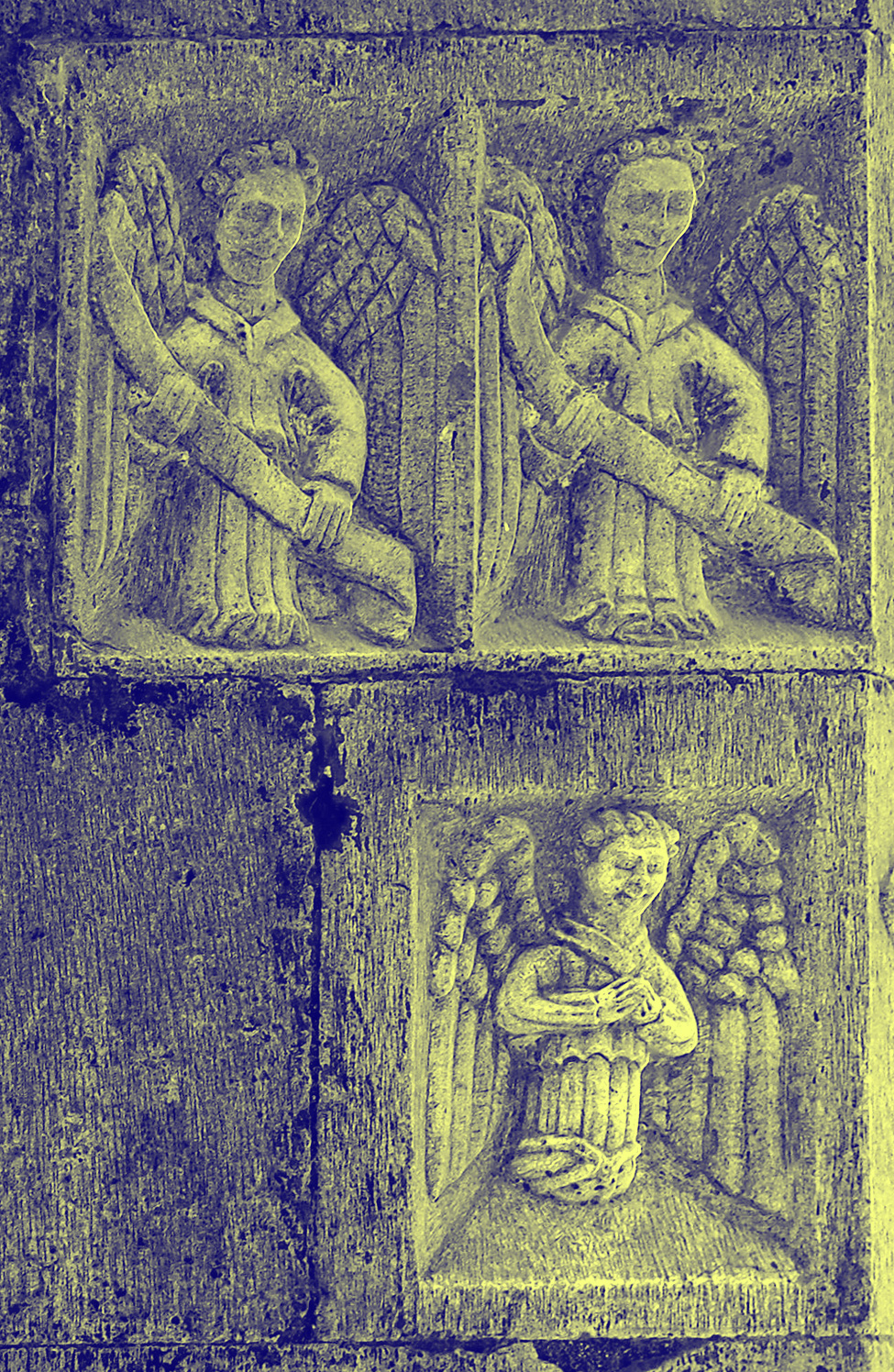
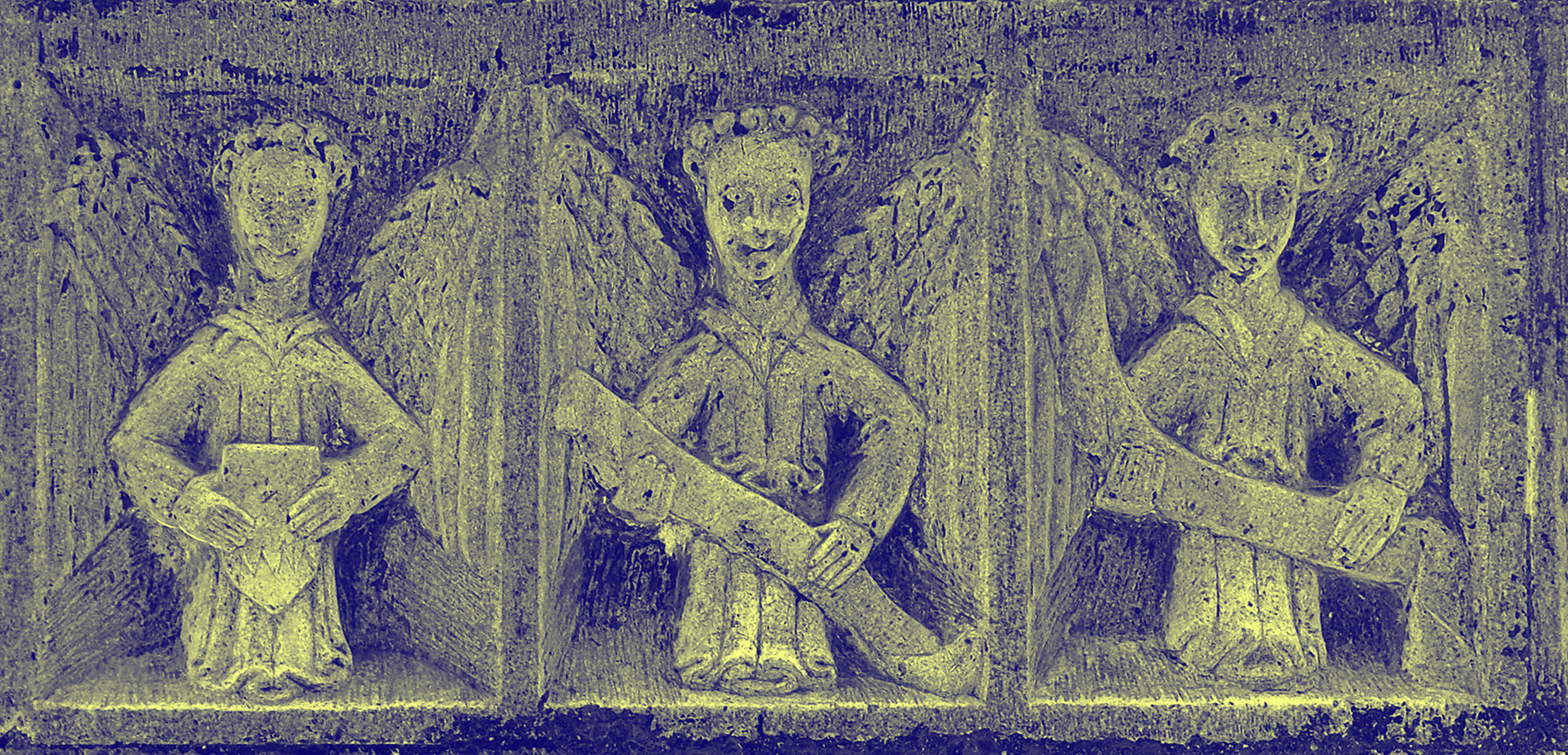
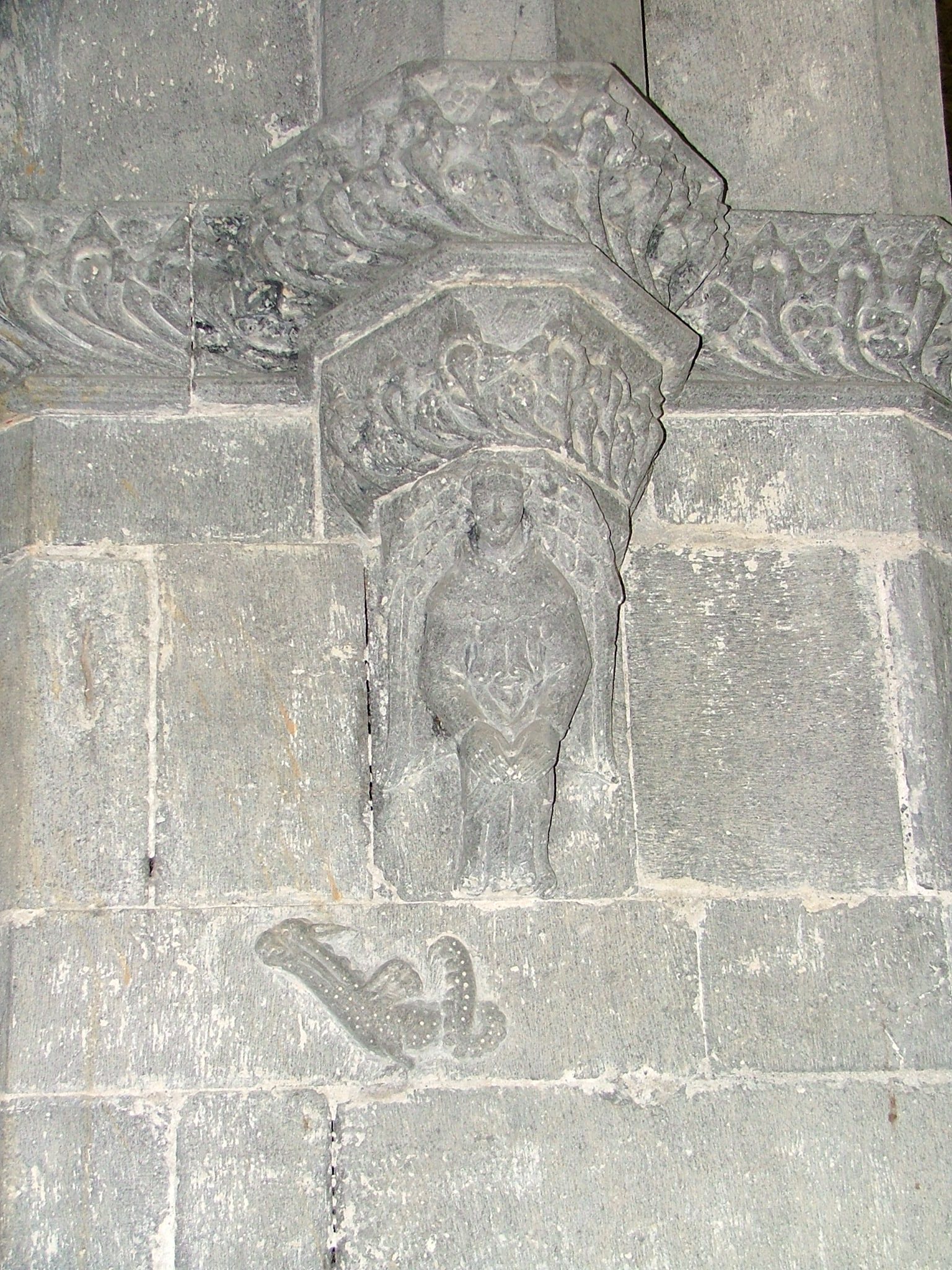
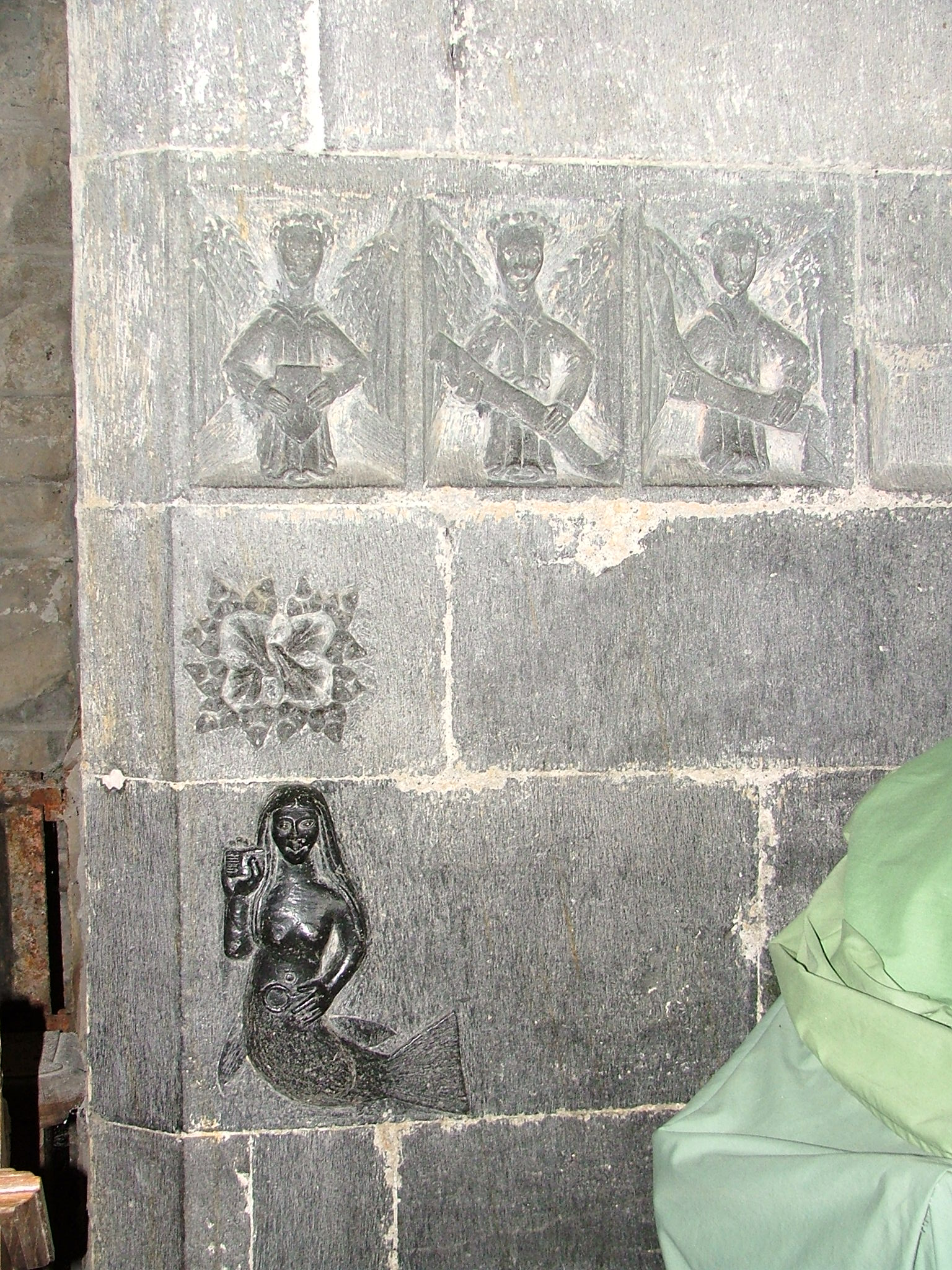